# Cerodontha setariae
Cerodontha setariae är en tvåvingeart som beskrevs av Spencer 1959. Cerodontha setariae ingår i släktet Cerodontha och familjen minerarflugor.
Artens utbredningsområde är Sierra Leone. Inga underarter finns listade i Catalogue of Life.